# Бой под Галашками (2000)
Бой под Гала́шками (2000) — засада чеченских боевиков на колонну 99-й дивизии оперативного назначения внутренних войск МВД России близ села Галашки.

## Ход событий
11 мая 2000 года автоколонна, состоявшая из двух грузовиков «Урал» и бронемашины разведки, двигалась из Ингушетии в Северную Осетию. В машинах находились уволенные в запас военнослужащие Черменского полка 99-й дивизии, которые направлялись во Владикавказ на место постоянной дислокации. В 10:15 по местному времени колонна попала в засаду на узкой горной дороге между селениями Алхасты и Галашки. Несколько десятков боевиков открыли огонь из автоматов, пулемётов, снайперских винтовок и гранатомётов. Бой продолжался от 20 до 30 минут.
Из 22 попавших в засаду солдат 18 погибли непосредственно на месте боя; тяжёлые ранения получили трое военнослужащих, один из которых впоследствии скончался в больнице. Также боевиками были подожжены оба грузовика и подбита бронемашина. Нападавшие потерь не понесли и, по данным МВД Ингушетии, отступили на свои базы, расположенные в горно-лесистой местности возле чеченского села Бамут.
После нападения на колонну внутренних войск новостные ресурсы чеченских сепаратистов распространили сообщение, что засада была организована «бойцами Юго-Западного фронта вооружённых сил ЧРИ». По сведениям ингушских правоохранительных органов, ответственность за нападение лежала на боевиках из отряда Арби Бараева и примкнувших к ним бывших участниках банды Руслана Хайхороева. Позднее было установлено, что одним из командиров группы боевиков, расстрелявших военную колонну под Галашками, был уроженец этого села Руслан Хучбаров — главарь банды террористов, захвативших заложников в бесланской школе № 1 в сентябре 2004 года. 
На въезде в Галашки установлен мемориальный камень в память о погибших солдатах. Ежегодно 11 мая в церкви пророка Божия Илии во Владикавказе служат панихиды по 19 жертвам засады боевиков.